# Phostria druonalis
Phostria druonalis là một loài bướm đêm trong họ Crambidae.